# (6175) Cori
(6175) Cori ist ein Asteroid des äußeren Hauptgürtels, der am 4. Dezember 1983 von dem tschechischen Astronomen Antonín Mrkos am Kleť-Observatorium (IAU-Code 046) bei Český Krumlov entdeckt wurde. Unbestätigte Sichtungen des Asteroiden hatte es schon im November 1954 unter der vorläufigen Bezeichnung 1954 WF am Goethe-Link-Observatorium in Indiana gegeben.
Der mittlere Durchmesser des Asteroiden wurde mit 15,12 km ermittelt. Er gehört der Themis-Familie an, einer Gruppe von Asteroiden, die nach (24) Themis benannt wurde. Nach der SMASS-Klassifikation (Small Main-Belt Asteroid Spectroscopic Survey) wurde bei einer spektroskopischen Untersuchung von Gianluca Masi, Sergio Foglia und Richard P. Binzel bei (6175) Cori von einer dunklen Oberfläche ausgegangen, es könnte sich also, grob gesehen, um einen C-Asteroiden handeln.
(6175) Cori ist nach dem in Prag geborenen Biochemiker-Ehepaar Gerty (1896–1957) und Carl Ferdinand Cori (1896–1984) benannt, die 1947 den Nobelpreis für Physiologie oder Medizin erhielten, „für ihre Entdeckung des Verlaufs des katalytischen Glykogen-Stoffwechsels“. Ebenfalls 1947 mit dem Nobelpreis für Physiologie oder Medizin ausgezeichnet worden war der argentinische Physiologe Bernardo Alberto Houssay, nach dem schon 1986 der Asteroid des äußeren Hauptgürtels (2550) Houssay benannt worden war. Die Benennung von (6175) Cori erfolgte auf Vorschlag der tschechischen Astronomin Jana Tichá durch die Internationale Astronomische Union (IAU) am 23. Mai 2000. In der Erstlaudatio vom 23. Mai wurde den beiden der Chemienobelpreis zugesprochen, was aber in der übernächsten IAU-Publikation am 26. Juli korrigiert wurde. Nach Gerty Cori wurde dazu 1979 ein Mondkrater der südlichen Mondhemisphäre (Mondkrater Cori) und 1979 ein Venuskrater der nördlichen Venushemispähre (Venuskrater Cori) benannt.